# Kuldscha loxobathra
Kuldscha loxobathra är en fjärilsart som beskrevs av Louis Beethoven Prout 1937. Kuldscha loxobathra ingår i släktet Kuldscha och familjen mätare. Inga underarter finns listade i Catalogue of Life.